# اچ‌ام‌اس تن (ان۹۴)
اچ‌ام‌اس تن (ان۹۴) (به انگلیسی: HMS Tuna (N94)) یک زیردریایی بود که طول آن ۲۷۵ فوت (۸۴ متر) بود. این زیردریایی در سال ۱۹۴۰ ساخته شد.